# Demografía de la Corte Suprema de los Estados Unidos

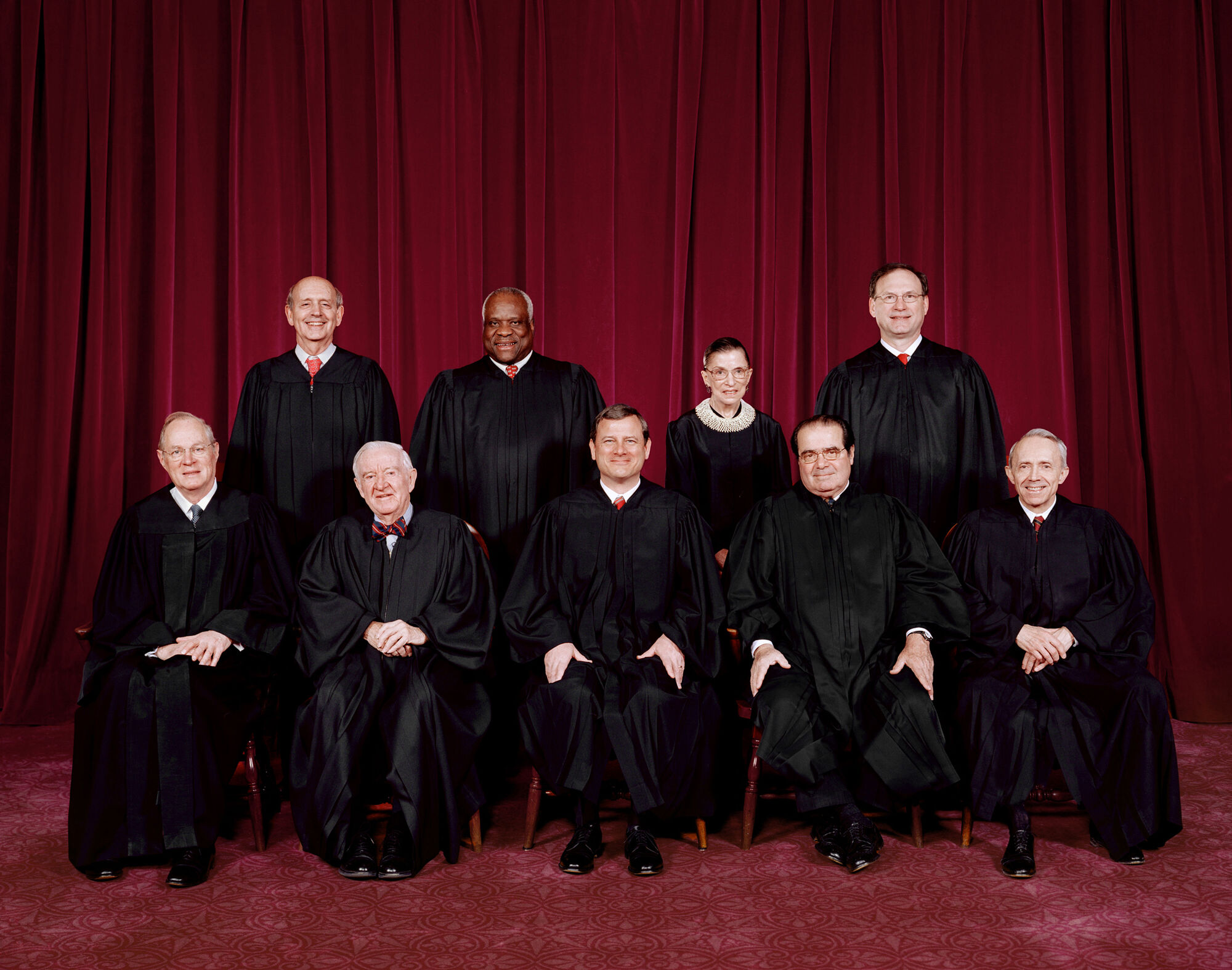
Los actuales jueces de la Corte Suprema. De izquierda a derecha, de pie; Juez Breyer, Juez Thomas, Jueza Ginsburg, Juez Alito. De izquierda a derecha, sentados; Juez Kennedy, Juez Stevens, Juez Presidente Roberts, Juez Scalia y Juez Souter.

La demografía de la Corte Suprema de los Estados Unidos ha sido sacada a colación respecto a varios contextos en el último siglo. Por ejemplo, la confirmación de un hombre católico con ascendencia italiana, mantiene a la Corte con una gran mayoría masculina, y al mismo tiempo hace que la Corte por primera vez en su historia tenga mayoría católica.

## Introducción
La composición de la corte se mantuvo estable por sus primeros 180 años, con solo algunas desviaciones de la norma sobre elegir solo a hombres blancos protestantes. La preocupación por la "diversidad" de la Corte se ha tocado en términos de diversidad geográfica, en oposición a la diversidad ética, religiosa o de sexo.
Debido a que los miembros de la corte son nominados por el Presidente de los Estados Unidos y ratificados por el Senado de los Estados Unidos, la demografía de la Corte tiene un simbolismo político. Todo presidente de Estados Unidos ha sido hombre y blanco, a excepción de Barack Obama y todos han sido protestantes salvo John F. Kennedy y Joe Biden, quienes han sido católicos. Ninguno de los candidatos propuestos por Kennedy fue católico, Byron R. White era protestante y Arthur Goldberg era judío. Sin embargo, la Corte no es un cuerpo representativo, y el sexo, raza, trasfondo educacional o puntos de vista religiosos de los jueces no han tenido un papel importante en su jurisprudencia; así, tanto Clarence Thomas cuanto Thurgood Marshall son negros, y tienen un trasfondo personal similar, sin embargo tienen filosofías jurídicas radicalmente diferentes; William Brennan y Antonin Scalia comparten la religión católica y el haber estudiado en la Facultad de Derecho de Harvard, pero no comparten sus filosofías jurídicas. Antes de que la Jueza Sandra Day O'Connor se retirara, ella y su colega, la jueza Ruth Bader Ginsburg, si bien, no eran filosofías opuestas, votaron tanto juntas como votaron con los demás hombres de la corte, y así, no se puede obtener ningún punto de vista "femenino" de sus opiniones.

## Etnia
Todos los jueces de la Corte Suprema fueron blancos, hasta que se eligió a Thurgood Marshall, el primer Afroamericano en 1967. Desde entonces, solo un juez no-blanco ha sido nombrado, el sucesor de Marshall, Clarence Thomas. En cuanto a estadísticas de los períodos, 108 de los 110 jueces electos, o 98.2%, han sido blancos. Nunca ha habido más de un afrodescendiente en la corte durante el mismo período.
Benjamin Cardozo, electo para la Corte en 1932, fue el primer juez sin ascendencia noreuropea. Algunos pocos historiadores dicen que Cardozo, un judío sefardí de ascendencia portuguesa, quien hablaba el castellano fluidamente, debería ser considerado como el primer juez hispano. El punto de vista mayoritario estima que solo los blancos y los afroamericanos han sido realmente representados en la corte.
El juez Antonin Scalia, quien es de ascendencia siciliana, fue elegido en 1986, y el juez Samuel Alito fue elegido en 2006. Ellos son los primeros jueces descendientes de italianos electos en la Corte Suprema.

## Género
Todos los Jueces de la Corte Suprema fueron hombres hasta 1981, cuando Ronald Reagan cumplió con su promesa de elegir a una mujer para la corte nominando a Sandra Day O'Connor. A O'Connor se le unió Ruth Bader Ginsburg a la corte en 1993. La única otra mujer en ser nominada oficialmente para la corte fue Harriet Miers, cuya nominación para suceder a O'Connor fue retirada. El presidente Richard Nixon nombró a Mildred Lillie, quien servía en una corte de apelaciones de California, como una posible candidata para el cargo en 1971, momento en que se encontraban dos vacantes en la corte. Sin embargo, Lillie fue rápidamente considerada como no calificada por la American Bar Association, y ningún procedimiento formal fue llevado a cabo para su posible nominación. Lewis Powell y William Rehnquist fueron entonces nominados y electos para llenar esas vacantes.
Estadísticamente, 108 de los 110 jueces electos, o 98.2%, han sido hombres.

## Religión
Cuando la Corte Suprema fue establecida en 1789, los primeros miembros provinieron de entre los padres fundadores de Estados Unidos, y eran casi uniformemente todos protestantes. De los 110 jueces que han sido electos para la corte, 91 han sido de diferentes denominaciones protestantes, 11 han sido católicos (el juez Sherman Minton, se convirtió al catolicismo un tiempo después de retirarse de la corte) y 7 han sido judíos. Tres de los 17 jueces presidentes han sido católicos, y un juez judío (Abe Fortas) no logró la ratificación del Senado para tal cargo.
Un número de religiones considerable no ha sido electo juez de esta corte. Estos grupos incluyen a mormones, pentecostales, musulmanes, budistas y miembros de la Iglesia ortodoxa. Tampoco ha sido nominado algún ateo o agnóstico, aunque algunos jueces se han mantenido al margen de actividades religiosas.

### Jueces protestantes
La mayoría de los jueces de la Corte Suprema han sido de diferentes denominaciones protestantes, esto incluye a 33 episcopalianos, 18 presbiterianos, 9 unitarios, 5 metodistas, 3 bautistas, y algunos representantes de otras denominaciones. William Rehnquist ha sido el único luterano; Noah Swayne fue Quakero. 15 jueces protestantes no se adhirieron a ninguna denominación protestante en particular, y al menos uno, David Davis, no era miembro de ninguna iglesia.

### Jueces católicos
El primer juez católico, Roger B. Taney, fue elegido juez presidente en 1836 por Andrew Jackson. El segundo, Edward Douglass White, fue elegido como juez asociado en 1894, pero también se convirtió en juez presidente. Joseph McKenna fue elegido en 1898, estando en la corte dos católicos al mismo tiempo hasta la muerte de White en 1921.
Otros jueces católicos incluyen a Pierce Butler (electo en 1923) y Frank Murphy (electo 1940). Algunos señalan que Sherman Minton, designado en 1949, era también católico, pero este no se unió a la fe católica hasta 1961 – estando ya retirado de la corte en 1956. Minton fue sucedido por un católico, sin embargo, el presidente Eisenhower designó a William J. Brennan. Brennan fue el único juez católico hasta la designación de Antonin Scalia en 1986, y Anthony Kennedy en 1988.
Al igual que Sherman Minton, Clarence Thomas no fue Católico en el momento de ser designado. Thomas, aunque criado católico, se unió a la denominación protestante de su esposa al contraer matrimonio. En algún momento de la década de 1990, Thomas regresó al catolicismo. En 2005, John Roberts se convirtió en el tercer juez presidente y el cuarto católico en estar actualmente en la corte. Poco después de su designación, Samuel Alito se convirtió en el quinto católico en estar actualmente en la corte y el undécimo de la historia de la corte.
El presidente Barack Obama designó en el año 2009, al renunciar el juez Souter, a la latina Sonia Sotomayor como nueva integrante del alto tribunal y elevar a 4 los miembros católicos de la misma. Sotomayor se convirtió en el católico duodécimo en ser designado miembro del máximo tribunal.
Con la presidencia de Donald Trump los católicos lograron ampliar su presencia en la Corte. Con las muertes de los jueces Scalia (2017) y Bader Ginzburg (2020) fueron nominados los jueces Brett Kavanaugh en el año 2017 y la jueza Amy Coney Barrett en el año 2020 como nuevos jueces de la Corte. Kavanaugh y Coney Barrett se convirtieron en los católicos decimotercero y decimocuarto en pertenecer al máximo tribunal.
En el año 2020 con la designación de la jueza Coney Barrett, que sumadas a la anteriores designaciones de los jueces Sonia Sotomayor, Clarence Thomas, John Roberts, Brett Kavanaugh y Samuel Alito, se conformó la primera mayoría católica en la historia de la Suprema Corte y de la historia política de los Estados Unidos.

### Jueces judíos
En 1853, el presidente Millard Fillmore ofreció nominar al Senador por Luisiana Judah P. Benjamin para ser el primer juez judío pero Benjamín declinó la oferta y luego se convirtió en un oficial de la Confederación durante la Guerra Civil. El primer nominado Judío, Louis Brandeis, fue designado en 1916, luego de unos procedimientos de audiencias tumultuosas. La designación de Benjamin Cardozo en 1932 originó gran controversia por el hecho de poner a dos jueces judíos en la corte al mismo tiempo, aunque la designación fue ampliamente laureada por las cualidades de Cardozo.

### La corte llega a una mayoría no protestante
Al momento de la designación de Breyer en 1994, había dos jueces católico, Antonin Scalia y Anthony Kennedy, y dos jueces judíos, Stephen Breyer y Ruth Bader Ginsburg. Cuando Clarence Thomas, quien había sido criado católico pero que atendía a la Iglesia Episcopaliana luego de su matrimonio, retornó al catolicismo en la década de 1990, los jueces protestantes se mantuvieron como mayoría relativa, pero ya no eran mayoría.

### La corte llega a una mayoría católica
En 2005, el Juez Presidente John Roberts se convirtió en el cuarto juez católico en estar en el cargo, creando la primera mayoría relativa de jueces católicos en la corte. El 31 de enero de 2006, Samuel Alito se convirtió en el quinto juez católico.
Los jueces católicos constituyen actualmente 56% (5 de 9) de la Corte Suprema; cerca del 25% de los estadounidenses son católicos. Los jueces judíos constituyen el 22% (2 de 9) de la corte; cerca del 2% de los estadounidenses son judíos. El único juez episcopaliano representa el 11% (1 de 9) de la Corte; cerca del 2% de los estadounidenses son episcopalianos. El único juez protestante qué no especifica a que denominación pertenece representa el 11% (1 de 9) de la corte; cerca de 3% de los estadounidenses son protestantes sin denominación específica. Agrupando a todas las denominaciones protestantes, incluyendo a los episcolapianos, los jueces protestantes constituyen un 22% (2 de 9); 52% de los estadounidenses son protestantes.
Los últimos dos nominados demócratas fueron judíos, y cinco de los últimos seis nominados republicanos fueron católicos o se han convertido desde entonces.
Como contraste, solo ha habido un presidente de los Estados Unidos católico, el demócrata John F. Kennedy, y nunca ha habido un presidente judío.

## Edad

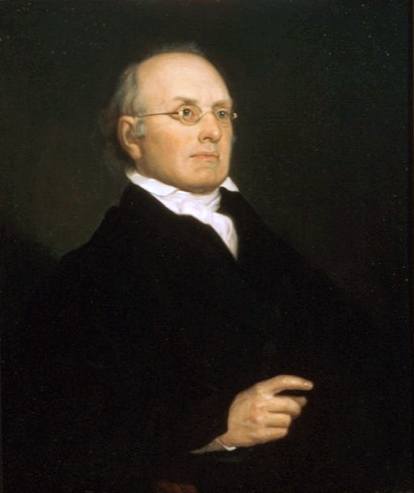
Joseph Story, el juez electo más joven de la historia de Estados unidos.

Los jueces tienden a ser nominados luego de conseguir reconocimiento por su trabajo como abogados o en política, lo cual excluye a muchos jueces jóvenes. Al mismo tiempo, los Jueces nombrados a una edad muy avanzadas tiene a tener períodos cortos en la Corte. El juez más joven en ser nombrado fue Joseph Story, de 32 años de edad en el momento de su designación en 1812; el de mayor edad fue Horace Lurton, de 65 años de edad al momento de su designación en 1909. Story sirvió por un período de 33 años, mientras que Lurton sirvió solo 4.

## Trasfondo económico y educacional
La siguiente tabla muestra la Universidad y la Facultad de Derecho a la que atendió cada juez:
| Nombre                          | Nom por     | Universidad | Facultad de Derecho |
| ------------------------------- | ----------- | ----------- | ------------------- |
| John Roberts (Juez Presidenten) | G.W. Bush   | Harvard     | Harvard             |
| John Paul Stevens               | Ford        | Chicago     | Northwestern        |
| Antonin Scalia                  | Reagan      | Georgetown  | Harvard             |
| Anthony Kennedy                 | Reagan      | Stanford    | Harvard             |
| David Souter                    | G.H.W. Bush | Harvard     | Harvard             |
| Clarence Thomas                 | G.H.W. Bush | Holy Cross  | Yale                |
| Ruth Bader Ginsburg             | Clinton     | Cornell     | Columbia            |
| Stephen Breyer                  | Clinton     | Stanford    | Harvard             |
| Samuel Alito                    | G.W. Bush   | Princeton   | Yale                |

## Fuente
- David M. O'Brien, Storm Center, Sixth ed. (W.W. Norton & Co., 2003). ISBN 0-393-97896-6